# RPlan
ACTANO RPlan est un logiciel de gestion de projets multiples (Enterprise Project Management), utilisé dans le domaine de l’automobile.

## Structure
Le logiciel RPlan est composé de plusieurs modules qui concernent différents domaines de la gestion de projets :
- Le Gestionnaire des plannings a pour but la planification de projets à l’aide d’un diagramme de Gantt
- Le Gestionnaire des ressources se consacre à la planification et au suivi des ressources au sein d’un projet
- Suivi du temps de travail et coûts a pour but l’enregistrement du temps de travail qui est imputé à un projet
- Le Contrôle de projets est un module consacré au suivi et contrôle du contenu d’un projet. Des objectifs, des risques ainsi que des contre-mesures peuvent être définies à l’aide de celui-ci.
- La Gestion de portefolio a pour but l’administration du portefolio d’un projet d’une entreprise
- Le Graphique de présentation est un module utilisé pour la transformation de données d’un planning en une présentation graphique de MS PowerPoint.
- Le module Reporting sert à générer des rapports avec les données de tous les modules de RPlan. (PDF, HTML, CSV, RTF)

## Caractéristiques
Les caractéristiques spéciales de ce logiciel sont surtout connues sous le nom de Gestion coopérative de projets. À l’inverse d’autres solutions, RPlan regroupe dans un planning plusieurs “sous plannings”. Ces “sous plannings” ont tous un propriétaire précis. La structure du planning général se fait à l’intérieur de la structure des fichiers. Les “sous plannings” peuvent être générés dans des combinaisons différentes et peuvent être ensuite utilisés comme si cette combinaison ne serait qu’un seul et même planning. Cela permet à l’utilisateur d’avoir une vue globale même pour des grands plannings. Si l’on divise ces grands plannings comme précisé auparavant et si l’on divise la responsabilité aux différents niveaux des services, il est possible de réaliser une planification très proche de celle de l’entreprise. Les services échangent leurs informations de planification au sein du projet par l’aide de ce logiciel.

## Technique
RPlan est une application Java. Les composants du serveur permettent de travailler avec Tomcat, Weblogic, WebSphere et SAP NetWeaver. L’installation client est (selon le module) disponible en version Web ou installation Client sur l’ordinateur de l’utilisateur. La technologie de l’installation client sur ordinateur est Java Applet.